# Gadient Engi
Gadient Engi (* 13. Dezember 1881 in Chur, Schweiz; † 19. Mai 1945 in Riehen) war ein Schweizer Chemiker.
Engi war der Sohn eines Schlossermeisters. Er studierte ab 1899 Chemie an der ETH Zürich und ab 1903 an der Universität Genf, an der er 1904 promoviert wurde. Danach war er bei der Gesellschaft für Chemische Industrie Basel (der späteren Ciba), wo er Leiter der Patentabteilung wurde, 1914 Prokura erhielt, 1916 Vizedirektor und 1918 Direktor wurde. 1924 wurde er Mitglied des Verwaltungsrates und 1928 dessen Vizepräsident. 1944 ging er in den Ruhestand.
Er entwickelte Farbstoffe aus der Indigo-Klasse (Cibarosa B, Cibablau 2 B, Indigogelb 3 G, Indigoschwarz B) und die Chrom-Komplex-Farbstoffe der Neolane und regte die Entwicklung der Cyanurchlorid-Farbstoffe an (Cibanonee, Chloranthine). Er trug damit wesentlich zum Erfolg der Schweizer Teerfarbenindustrie bei. Ausserdem war er 1927 bis 1937 Präsident der Schweizerischen Gesellschaft für chemische Industrie und danach Ehrenpräsident. 1932 bis 1938 war er Präsident des Basler Volkswirtschaftsbundes und danach Ehrenpräsident, 1935 bis 1943 Präsident des Verbands Basler chemischer Industrieller  und 1925 bis 1945 im Vorstand des Zentralverbands Schweizerischer Arbeitgeberorganisationen.
1929 wurde er Ehrendoktor der ETH Zürich und 1931 der Universität Basel.
1909 heiratete er in Basel Alice Hollenweger. Er war Bürger von Tschiertschen, Chur und Riehen. Ab 1934 besass er das Schloss Marschlins.

## Werke (Auswahl)
- Recherches sur l'acide binitro-o-chlorobenzoique. Genève: Ch. Zœllner 1904 (Diss. Sci. Genève)
- mit E. Bosshard; H. Ringier: Gedenkschrift an das 50 jährige Jubiläum der Schweiz. Gesellschaft für chemische Industrie 1882/1932. Ansprachen und Vorträge, Zofingen: Zofinger Tagblatt A.G. 1932